# Olivier Balazuc
 (janvier 2017).
Si vous disposez d'ouvrages ou d'articles de référence ou si vous connaissez des sites web de qualité traitant du thème abordé ici, merci de compléter l'article en donnant les références utiles à sa vérifiabilité et en les liant à la section « Notes et références ».
Olivier Balazuc, né en 1974, est un comédien français, ancien élève du Conservatoire national supérieur d'art dramatique.
En 2005, il fonde avec Volodia Serre la compagnie La Jolie Pourpoise.

## Publications
- 2007 : Le Génie des bois suivi de Les Commensaux, théâtre, Actes Sud, coll. « Papiers »
- 2010 : Le Labyrinthe du traducteur, roman, éditions Les Belles Lettres
- 2010 : L'Ombre amoureuse, Actes Sud, coll. « Heyoka Jeunesse »
- 2010 : Chroniques muséales. Prière de ne pas quitter les lieux dans l'état où vous vous trouviez en entrant, svp, Éditions du MAC
- 2013 : Le Silence du Walhalla suivi de Ghost Hotel, théâtre, Actes Sud, coll. « Papiers »

## Théâtre

### Comédien
- 2003 : Le Soulier de satin de Paul Claudel, mise en scène Olivier Py, CDN d'Orléans, Théâtre national de Strasbourg, Théâtre de la Ville, Grand Théâtre de Genève
- 2003 : Le Gendarme incompris de Jean Cocteau et Raymond Radiguet, musique Francis Poulenc et L’Histoire du soldat d’Igor Stravinsky et Charles Ferdinand Ramuz, mise en scène Antoine Campo, Théâtre de l'Athénée-Louis-Jouvet
- 2004 : Kroum l'ectoplasme de Hanoch Levin, mise en scène Clément Poirée, Théâtre de la Tempête
- 2005 : Les Vainqueurs d'Olivier Py, mise en scène de l'auteur, CDN d'Orléans, Théâtre du Rond-Point, Festival d'Avignon
- 2005 : L'Instrument à pression de David Lescot, mise en scène de l'auteur
- 2006 : Illusions comiques d'Olivier Py, mise en scène de l'auteur, CDN d'Orléans, Théâtre du Rond-Point, Comédie de Reims, Théâtre national de Strasbourg, Théâtre du Nord, Théâtre national de Bordeaux en Aquitaine, tournée
- 2006 : L'Énigme Vilar hommage à Jean Vilar, mise en scène Olivier Py, Festival d'Avignon
- 2006 : « Elle » de Jean Genet, mise en scène Olivier Balazuc, CDN d'Orléans
- 2007 : Illusions comiques d'Olivier Py, mise en scène de l'auteur, Odéon-Théâtre de l'Europe, TNP Villeurbanne, Théâtre du Gymnase, tournée
- 2008 : Par-dessus bord de Michel Vinaver, mise en scène Christian Schiaretti, TNP Villeurbanne, Théâtre national de la Colline
- 2008 : Le Suicidé de Nikolaï Erdman, mise en scène Volodia Serre, Théâtre 13
- 2009 : Illusions comiques d'Olivier Py, mise en scène de l'auteur, Comédie de Genève, tournée
- 2009 : Le Soulier de satin de Paul Claudel, mise en scène Olivier Py, Odéon-Théâtre de l'Europe
- 2009 : Amphitryon de Molière, mise en scène Bérangère Jannelle, Comédie de Reims, TNBA, tournée

- 2010 : Amphitryon de Molière, mise en scène Bérangère Jannelle, tournée
- 2011 : Amphitryon de Molière, mise en scène Bérangère Jannelle, Comédie de Valence, Comédie de Caen
- 2011 : Roméo et Juliette de William Shakespeare, mise en scène Olivier Py, Odéon-Théâtre de l'Europe, Comédie de Saint-Étienne, Théâtre national de Strasbourg
- 2012 : Roméo et Juliette de William Shakespeare, mise en scène Olivier Py, TNP Villeurbanne, Maison de la Culture de Bourges, Comédie de Reims, Théâtre national de Nice, tournée
- 2012 : Amphitryon de Molière, mise en scène Bérangère Jannelle, Comédie de Valence, Maison de la Culture de Bourges
- 2013 : Le silence du walhalla d'Olivier Balazuc, mise en scène Richard Brunel, Théâtre national populaire
- 2014 : HHhH de Laurent Binet, mise en scène Laurent Hatat, Festival off d'Avignon, théâtre de la Commune
- 2015 : Farben de Mathieu Bertholet, mise en scène Véronique Bellegarde, théâtre de la Tempête
- 2018 : Les Émigrants de W. G. Sebald, mise en scène Volodia Serre, théâtre de la Bastille
- 2018 :  Léger au front de Fernand Léger, mise en scène Jacques Gamblin, Théâtre de l’Athénée
- 2019 : Victor ou les Enfants au pouvoir de Roger Vitrac, mise en scène Christian Schiaretti, Théâtre national populaire
- 2021 : La Mère coupable de Beaumarchais, mise en scène Laurent Hatat, Théâtre de la Renaissance - Oullins, Escher Theater - Luxembourg, Comédie de Picardie - scène conventionnée d'Amiens
- 2022 : La Mère coupable de Beaumarchais, mise en scène Laurent Hatat, Le Bateau Feu - Scène nationale de Dunkerque, Théâtre Paul Éluard - Choisy-Le-Roy
- 2022 : Ma jeunesse exaltée de et mise en scène Olivier Py, Festival d'Avignon
- 2023 : Ma Jeunesse exaltée de et mise en scène Olivier Py, Théâtre Nanterre Amandiers, TNP Villeurbanne

### Metteur en scène
- 2001 :  À quoi rêvent les bigorneaux d'Olivier Balazuc
- 2006 : L’Institut Benjamenta de Robert Walser
- 2006 : Un chapeau de paille d'Italie d'Eugène Labiche, Nouveau Théâtre de Montreuil
- 2006 : « Elle » de Jean Genet, Espace des arts Chalon-sur-Saône, CADO
- 2007 : Menschel et Romanska de Hanoch Levin, Théâtre Paris-Villette
- 2007 : Le Génie des bois d'Olivier Balazuc, CADO
- 2008 : Le Codex Caioni Une journée de noces en Transylvanie de Jean-Christophe Frisch XVIII-21 Le Baroque Nomade
- 2010 : Le Souffle des marquises de Muriel Bloch, Théâtre de Saint-Quentin-en-Yvelines
- 2010 : L'Enfant et la nuit, livret Olivier Balazuc, musique Franck Villard, Théâtre de Vevey
- 2011 : L'Ombre amoureuse d'Olivier Balazuc, Espace des arts Chalon-sur-Saône, tournée
- 2012 : L'Enfant et la nuit, création française, en collaboration avec Nantes Angers Opéra et la Maîtrise de la Perverie, musique Franck Villard, Théâtre Graslin, Nantes
- 2017 : Little Nemo, livret d'Arnaud Delalande et Olivier Balazuc, musique David Chaillou, Création Théâtre Graslin, Nantes (Diffusion France Musique, le 29 janvier 2017)
- 2017 : L'Imparfait, création à la chapelle des Pénitents blancs le 22 juillet 2017, lors du festival d’Avignon[1]
- 2018 : Max Gericke ou pareille au même de Manfred Karge, Les Plateaux Sauvages, Fabrique culturelle et artistique de la Ville de Paris
- 2021 : W d'après W ou le souvenir d'enfance de Georges Perec, Le Moulin du Roc - Scène nationale à Niort, Agora PNC Boulazac Aquitaine
- 2022 : W d'après W ou le souvenir d'enfance de Georges Perec, Théâtre du Soleil - Cartoucherie

## Filmographie (partielle)

### Télévision
- 2019 : Jeux d'influence de Jean-Xavier de Lestrade : M. Boyer
- 2016 série Mongeville: épisode 12, Amicalement meurtre : Lagnau
- 2005 : Retiens-moi de Jean-Pierre Igoux : David
- 1999 : H episode 13, saison 1 : fils d'un patient

### Cinéma
- 2014 : L'affaire SK1 de Frédéric Tellier : Lemoine
- 2023 : Bernadette de Léa Domenach : Alain

## Distinctions
- 1997 : Prix du jeune écrivain de langue française pour L’Odyssée interrompue
- 1998 : Prix du jeune écrivain de langue française pour Icare